# Colt Cobra
El revòlver Colt Cobra és una versió alleugerida del Colt Detective Special. Construït amb una armadura d'aliatge, va ser produït des de 1951 fins al 1986. És emprat per la Prefectura de Policia de París i va ser l'arma utilitzada per Jack Ruby per assassinar Lee Harvey Oswald. És l'arma favorita dels herois de Auguste Le Breton.

## Funcionament
Aquest popular revòlver és de doble acció. Té una armadura del mateix tipus d'aliatge d'alumini utilitzat per la indústria aeronàutica. El seu canó és de tipus lleuger i després va ser canviat per un pesat, mesurava 51 mm (de vegades 76 mm). El seu tambor s'obre cap a l'esquerra i té una capacitat de 6 cartutxos 38 Special. La vareta de l'ejector no estava protegida en els revòlvers produïts abans de 1977, sent després protegida per una coberta. El punt de mira és petit i té forma de casa amb sostre a dues aigües irregular.